# Клівленд (округ, Північна Кароліна)
1Шаблон:StateAbbr_ 35°20′ пн. ш. 81°34′ зх. д. / 35.34° пн. ш. 81.56° зх. д.
Округ  Клівленд (англ. Cleveland County) — округ (графство) у штаті  Північна Кароліна, США. Ідентифікатор округу 37045.

## Історія
Округ утворений 1841 року.

## Демографія
За даними перепису 
2000 року 
загальне населення округу становило 96287 осіб, зокрема міського населення було 43277, а сільського — 53010.
Серед мешканців округу чоловіків було 46306, а жінок — 49981. В окрузі було 37046 домогосподарств, 27001 родин, які мешкали в 40317 будинках.
Середній розмір родини становив 2,98.
Віковий розподіл населення поданий у таблиці:
| Стать    | До 15 років | 15-21 | 22-29 | 30-39 | 40-49 | 50-65 | 65-85 | Понад 85 |
| -------- | ----------- | ----- | ----- | ----- | ----- | ----- | ----- | -------- |
| Чоловіки | 10571       | 4302  | 4732  | 7098  | 6842  | 7702  | 4677  | 382      |
| Жінки    | 9994        | 4454  | 4959  | 7186  | 7173  | 8309  | 6813  | 1093     |

## Виноски
1. ↑  U.S. Decennial Census. United States Census Bureau. Архів оригіналу за 26 квітня 2015. Процитовано 13 січня 2015.
2. ↑  Historical Census Browser. University of Virginia Library. Архів оригіналу за 11 серпня 2012. Процитовано 13 січня 2015.
3. ↑  Forstall, Richard L., ред. (27 березня 1995). Population of Counties by Decennial Census: 1900 to 1990. United States Census Bureau. Архів оригіналу за 3 березня 2015. Процитовано 13 січня 2015.
4. ↑  Census 2000 PHC-T-4. Ranking Tables for Counties: 1990 and 2000 (PDF). United States Census Bureau. 2 квітня 2001. Архів оригіналу (PDF) за 18 грудня 2014. Процитовано 13 січня 2015.
5. ↑  State & County QuickFacts. United States Census Bureau. Архів оригіналу за 6 червня 2011. Процитовано 18 жовтня 2013.(англ.) Наведено за англійською вікіпедією.
6. ↑  American FactFinder. Бюро перепису населення США. Архів оригіналу за 29 липня 2011. Процитовано 31 січня 2008.

| США | Це незавершена стаття з географії США. Ви можете допомогти проєкту, виправивши або дописавши її. |